# Сагарматха (национальный парк)
Национальный парк Сагарма́тха (непальск. सगरमाथा राष्ट्रिय निकुञ्ज) находится в Гималаях на территории Непала, к северо-востоку от столицы Катманду, в провинции Коши, районе Солукхумбу.
Территория занимает 1148 км² экологической зоны Гималаев. Статус национального парка присвоен в июле 1976 года.

## География
Парк состоит в основном из пересечённых труднопроходимых земель и ущелий Верхних Гималаев.
Высота территорий колеблется от 2845 м (Монжо) до 8848 м (гора Сагарматха) над уровнем моря.
На территории парка находятся следующие вершины (из них 3 восьмитысячника):
| № | Вершина                  | Высота, м |
| - | ------------------------ | --------- |
| 1 | Сагарматха (Джомолунгма) | 8848      |
| 2 | Лхоцзе                   | 8516      |
| 3 | Чо-Ойю                   | 8201      |
| 4 | Нутце                    | 7855      |
| 5 | Пумори                   | 7165      |
| 6 | Ама-Даблам               | 6856      |
| 7 | Тамсерку                 | 6808      |

Парк включает верхние бассейны системы рек Дудх-Коси и Бхоте-Коси.
В восточной части парка на высоте 5 км над уровнем моря располагается одно из наиболее быстрорастущих и опасных гималайский озёр — Имджа-Цо.
Крупнейшие населённые пункты: Намче-Базар, Кумджунг, Доле, Мочермо, Тьянгбоче, Пангбоче, Монжо, Периче.

## Этимология
В переводе с непальского «Сагарматха» означает «Мать богов».